# Achelia lagenaria
Achelia lagenaria là một loài nhện biển trong họ Ammotheidae. Loài này thuộc chi Achelia. Achelia lagenaria được miêu tả khoa học năm 1992 bởi Stock.